# Горен крайник
Горният крайник (на латински: extremitas superior) е гръдният (предният) крайник при някои от бозайниците. При приматите (и човека) е наричан с наименованието за долната му част – ръка.

## Костен скелет и области на горния крайник
В горния крайник се различават следните анатомични области и съответните им кости (показани в курсив):
- Раменен пояс (в ненаучната литература, и в обществото грешно наричано „рамо“, включвайки в този термин и раменната става с главата на раменната кост).
  - Ключица
  - Лопатка
- Рамо (Мишница)
  - Раменна кост
- Предмишница
  - Лакътна кост
  - Лъчева кост
- Китка
  - Китка (8 кости, разположени в 2 реда (броят се от палеца)
    - проксимален ред: ладиевидна, полулунна, тристенна, граховидна;
    - дистален ред: трапецовидна, трапециодовидна, главеста, кукеста.

  - Пестница (длан)
    - 5 кости, съответно към всеки от петте пръста. Наименуват се по номера (първа към палеца).

  - Пръсти
    - Всеки пръст има три фаланги (изключение е палецът, който има две). Наименованието на всяка от костите на фалангата се образува от нейното положение (проксимална, средна, дистална/нокътна) и номера (или името) на пръста (например средна фаланга на втория (указателния) пръст).

Също така всеки човек има така наречените сезамовидни костички, тяхното положение, размери и количество (достигащо до 20 – 30) е много променливо.

## Мускули
Мускулната система на горния крайник се състои от няколко слоя мускули, като много от тях са прехвърлени през повече от една става, благодарение на което активирането на един мускул довежда до изменение на ъгъла на няколко стави.
Мускулите на горния крайник се разпределят в четири групи: мускули на раменния пояс, мускули на мишницата, мускули на предмишницата и мускули на горния крайник.
- Мускули на раменния пояс – Една част от мускулите, които участват в движението на ставите на раменния пояс, се разполагат по гърба на туловището – това са гръбните мускули на раменния пояс. Друга част започва от кости на гръдния кош и от гръдната стена и се означават като гръдни мускули на раменния пояс. Третата група са собствени мускули на раменния пояс.

- Мускули на мишницата – Различават се две групи мускули, които се разполагат по предната и задната страна на раменната кост. Те са разделени чрез разделително тъканни прегради.
  - Предна група – флексори. Тук се намират три мускула, два от които се прехвърлят пред лакътната става. Тяхното сгъвачно действие се подсилва и от мускули на предмишницата.
  - Задна група – екстензори.

- Мускули на предмишницата – Мускулите на предмишницата притежават издължени тела и тънки сухожилия, някои от които достигат до пръстите на ръката и участват в техните движения. Според разположението на мускулите и тяхната функция в областта на предмишницата се различават три мускулни групи – предна, латерална и задна.

- Мускули на китката – Освен мускулите на предмишницата в движенията на пръстите участват и голям брой мускули, разположени предимно по дланната страна на ръката. Те се разпределят в три групи: мускули на дланната възглавница на палеца, мускули на дланната страна на малкия пръст и мускули на дланта. Подвижността на палеца има по-голямо разнообразие и обем на движенията от останалите пръсти.

Излизане от функция на тези мускули води до нарушаване на фините движения, характерни за човешката ръка.

## Кръвоснабдяване
Кръвоснабдяването на горните крайници се извършва от подмишничната артерия, която е непосредствено продължение на подключичната и на свой ред на равнището на долния ръб на големия гръден мускул продължава в мишничната артерия. Заедно със срединния нерв тя върви по вътрешната страна на мишницата в надлъжната бразда от медиалната страна на двуглавия мускул. Стигайки лакътната ямка, мишничната артерия се разделя на два големи крайни клона лъчевата и лакътната артерия. По дължината си мишничната артерия отделя малки клончета, които снабдяват с кръв мишничната кост, мускулите и кожата на мишницата.
Вените на горните крайници биват дълбоки и повърхностни. Дълбоките вени придружават артериите и носят същите наименования, а повърхностните образуват подкожно голяма венозна мрежа, от която се обособяват радиалната и улнарната кожна вена.

## Инервация
Горният крайник има еферентна и аферентна инервация. Еферентните влакна изпращат сигнали от гръбначния мозък към горния крайник, а аферентните влакна – от горния крайник към гръбначния мозък (през дорсалните ганглии). Влакната са събрани в нерви и практически всички са смесени, понеже съдържат както еферентни, така и аферентни влакна. Нервите, които захранват горния крайник, са 3: радиален, улнарен и медиален. Те захранват различни области на горния крайник.

## Рецептори на кожата, мускулите и ставите
Горният крайник е снабден с огромно количество сензори.